# Walter Brucker
Walter Brucker (14 de dezembro de 1918 - 13 de novembro de 2001) foi um oficial alemão que serviu durante a Segunda Guerra Mundial. Foi condecorado com a Cruz de Cavaleiro da Cruz de Ferro.

## Carreira

### Patentes
Hauptmann

### Condecorações
| Cruz de Ferro 2ª Classe                                |
| Cruz de Ferro 1ª Classe                                |
| Cruz de Cavaleiro da Cruz de Ferro 16 de abril de 1943 |